# 加賀美希昇
加賀美 希昇（かがみ きしょう、1988年9月5日 - ）は、神奈川県鎌倉市出身の元プロ野球選手（投手）。

## 経歴

### プロ入り前
逗子シニアで捕手を務めたが、桐蔭学園高入学後に投手へ転向。2年秋からエースとなったが、春夏とも甲子園の全国大会には出場できなかった。
法政大学人間環境学部への進学後は、硬式野球部で2年春からベンチ登録。2年秋からは主力投手になった。大学の同級生には山本翔也がいる。
東京六大学リーグの公式戦には、通算で40試合に登板。16勝10敗、防御率1.97、223奪三振という記録を残した。法政大学の4年生だった2010年に開かれた第5回世界大学野球選手権大会には、当初日本代表に選ばれていた中央大学の澤村拓一の故障による辞退を受けて、代替選手として代表に招集された。同大会では、リリーフで3試合に登板。韓国との3位決定戦では、4番手の登板で1回を無失点に抑えて、チームの銅メダル獲得に貢献した。
2010年10月28日、プロ野球ドラフト会議で、横浜ベイスターズから2巡目で指名。11月16日に、契約金8,000万円、年俸1,200万円（いずれも推定金額）で契約した。

### DeNA時代

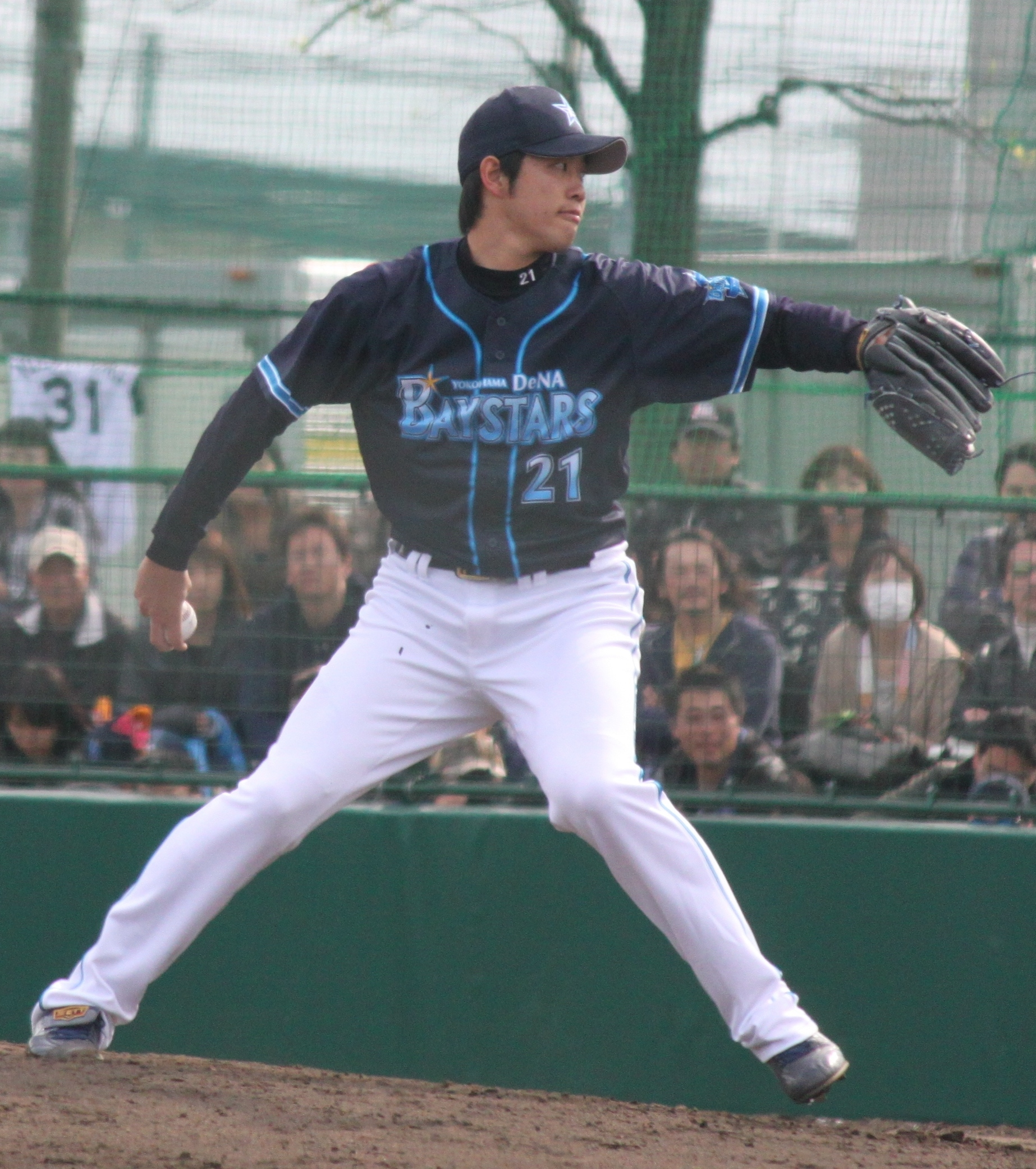
加賀美の投球フォーム
（DeNA時代の2012年4月15日、ロッテ浦和球場）

2011年、即戦力として期待されたが右肘を痛め6月に手術を行う。10月にようやく一軍に昇格。10月19日の対阪神タイガース戦ではプロ初登板初先発で6回1失点の投球を見せ初勝利を記録した。6回には逆転の口火となるプロ初安打も記録している。
2012年、8月12日にプロ入り初の中継ぎとして登板し、シーズン初勝利をあげると、8月19日の中日戦では9回無失点の快投を演じ、延長で味方が逆転して2勝目をあげた。この年あげた3勝は全て中日からだった。その一方で、3敗は全て巨人から喫している。
2013年、首脳陣から先発陣の一角を担うことを期待されながら、オープン戦での不調や脇腹痛で出遅れた。7月30日にようやく一軍へ登録されると、シーズン初先発になった8月29日の広島戦でシーズン初勝利。しかし、次に先発で登板した9月4日の阪神戦では、「いまひとつシャキッとしない投球だったので、けじめを付ける」として勝利投手の権利を得る目前（5回1アウト）で監督の中畑清から降板を命じられた。結局、一軍公式戦には、8試合（先発で5試合）の登板で1勝4敗にとどまった。
2014年、先発投手として一軍公式戦5試合に登板したが、0勝3敗でシーズンを終了。この成績を背景に、入団以来付けていた背番号21を67に変更した。
2015年、一軍公式戦への登板機会がなく、10月4日に球団から戦力外通告を受けた。

### 社会人野球時代
2015年11月10日に、打者3人に対するシートバッティング形式の12球団合同トライアウト（草薙球場）に参加。1奪三振1与四球という内容で、打者3人を無安打に抑えたが、NPBから声は掛からなかった。その後、JR西日本硬式野球部の入部テストに参加。このテストに合格し、JR西日本に入社、同部に所属することとなった。
JR西日本への入社後は、単身で広島支社へ赴任するとともに、経理部に籍を置く。2016年には、第42回社会人野球日本選手権大会へ出場。11月5日の2回戦では、JR東日本東北打線を相手に、死球と失策で2人の走者を出しただけで、ノーヒットノーランを達成した。加賀美にとっては、野球人生で初めてのノーヒットノーランであったという。社会人野球日本選手権大会においては、第36回（2009年）の三菱重工神戸・木林敏郎以来、史上二人目のノーヒットノーランであった。さらに加賀美のノーヒットノーランの翌日（11月6日）には、大阪ガスの猿渡真之がノーヒットノーランを記録し、二日続けてのノーヒットノーランとなっている。
2023年シーズン終了後に同社野球部を退部。

### 現役引退後
野球部退部後の2024年には古巣のDeNAで指導者や大人向けの野球教室において講師を務めている。

## 選手としての特徴・人物
腕が遅れて出てくるゆったりとしたオーバースローから、最速153km/h（プロ入り後の最速は149km/h）の速球に100km/h台の大きなカーブ、チェンジアップ、スライダーで緩急をつける。チェンジアップについては、本人の弁によれば、落差が小さいという。しかし、大石達也が早稲田大学時代に打者として加賀美と対戦した際に、「『ストレートだ』と思って振ったらチェンジアップだったというボールが多い」と驚くほどであった。

## 詳細情報

### 年度別投手成績
| 年 度     | 球 団     | 登 板 | 先 発 | 完 投 | 完 封 | 無 四 球 | 勝 利 | 敗 戦 | セ 丨 ブ | ホ 丨 ル ド | 勝 率 | 打 者 | 投 球 回 | 被 安 打 | 被 本 塁 打 | 与 四 球 | 敬 遠 | 与 死 球 | 奪 三 振 | 暴 投 | ボ 丨 ク | 失 点 | 自 責 点 | 防 御 率 | W H I P |
| --------- | --------- | ----- | ----- | ----- | ----- | -------- | ----- | ----- | -------- | ----------- | ----- | ----- | -------- | -------- | ----------- | -------- | ----- | -------- | -------- | ----- | -------- | ----- | -------- | -------- | ------- |
| 2011      | 横浜 DeNA | 1     | 1     | 0     | 0     | 0        | 1     | 0     | 0        | 0           | 1.000 | 23    | 6.0      | 4        | 0           | 0        | 0     | 0        | 6        | 0     | 1        | 1     | 1        | 1.50     | 0.67    |
| 2012      | 横浜 DeNA | 10    | 9     | 1     | 0     | 0        | 3     | 3     | 0        | 0           | .500  | 250   | 57.2     | 56       | 3           | 19       | 1     | 2        | 40       | 4     | 0        | 25    | 21       | 3.28     | 1.30    |
| 2013      | 横浜 DeNA | 8     | 5     | 0     | 0     | 0        | 1     | 4     | 0        | 0           | .200  | 146   | 31.1     | 35       | 3           | 20       | 0     | 0        | 23       | 1     | 0        | 22    | 21       | 6.03     | 1.76    |
| 2014      | 横浜 DeNA | 5     | 5     | 0     | 0     | 0        | 0     | 3     | 0        | 0           | .000  | 99    | 21.2     | 27       | 4           | 9        | 0     | 1        | 18       | 0     | 0        | 13    | 13       | 5.40     | 1.66    |
| 通算：4年 | 通算：4年 | 24    | 20    | 1     | 0     | 0        | 5     | 10    | 0        | 0           | .333  | 518   | 116.2    | 122      | 10          | 48       | 1     | 3        | 87       | 5     | 1        | 61    | 56       | 4.32     | 1.46    |

- 横浜（横浜ベイスターズ）は、2012年にDeNA（横浜DeNAベイスターズ）に球団名を変更

### 記録
投手記録
- 初登板・初先発・初勝利：2011年10月19日、対阪神タイガース22回戦（阪神甲子園球場）、6回1失点
- 初奪三振：同上、1回裏に柴田講平から空振り三振[17]
- 初完投：2012年9月2日、対読売ジャイアンツ19回戦（東京ドーム）、8回2失点で敗戦投手[18]

打撃記録
- 初安打：2011年10月19日、対阪神タイガース22回戦（阪神甲子園球場）、6回表に岩田稔から左中間二塁打[17]

### 背番号
- 21 （2011年 - 2014年）
- 67 （2015年）
- 17 （2016年 - ）